# Blame It on Your Love
Blame It on Your Love è un singolo della cantautrice britannica Charli XCX, in collaborazione con la cantante statunitense Lizzo, pubblicato il 15 maggio 2019 come secondo estratto dal terzo album in studio Charli.

## Descrizione
Si tratta di una versione rielaborata del brano Track 10, contenuto nel mixtape del 2017 Pop 2. È stata accolta positivamente dalla critica, infatti Pitchfork l'ha classificata al novantaduesimo posto tra i migliori singoli dell'anno.

## Pubblicazione
La cantante aveva comunicato attraverso il proprio profilo Twitter di aver registrato una traccia con Lizzo, descrivendola la «regina di tutto». Meno di un giorno dopo ha confermato il titolo e la data di uscita con una foto che la ritrae assieme alla rapper.

## Tracce
Digital download
1. Blame It on Your Love – 3:11

Digital download – Dylan Brady Remix
1. Blame It on Your Love (Dylan Brady Remix) – 4:00

Digital download – Seeb and Kid Joki Remix
1. Blame It on Your Love (Seeb and Kid Joki Remix) – 3:06

Digital download – Stripped
1. Blame It on Your Love (Stripped) – 3:16

Digital download – Kat Krazy Remix
1. Blame It on Your Love (Kat Krazy Remix) – 2:30

Digital download – Back N Fourth Remix
1. Blame It on Your Love (Back N Fourth Remix) – 2:46